# Зюзельський
Зю́зельський (рос. Зюзельский) — селище у складі Полевського міського округу Свердловської області.
Населення — 1371 особа (2010, 1333 у 2002).
До 21 липня 2004 року селище мало статус селища міського типу.